# 보통소년
《보통소년》은 박성훈 감독이 연출한 독립영화이다. 2009년 7월23일에 대한민국에서 개봉하였고, 서울예술대학교 영화과에서 제작하였다.

## 줄거리
우리들의 잔혹한 성장기..

아프리카에 대한 막연한 동경을 가지고 있는 문식과 함께 어울려 다니는 태완, 정현은 그들의 아지트에서 서로의 꿈을 이야기 한다.

다음날 정현이 학교에서 자살한 채 시체로 발견되고 태완은 평소 그를 괴롭히던 흥철이를 정현이 자살한 원인으로 보고 복수를 결심한 후 인터넷 사이트를 통해 폭탄을 제조한다. 

한편 문식은 여자친구인 현주와 아프리카에 갈 계획을 세우고 돈을 마련하려 장기밀매와 접선한다. 그리고 태완은 의도와는 달리 자신이 만든 폭탄으로 흥철이를 죽게 만드는데,, 그는 겁을 먹고 문식에게 위안을 얻고자 하지만 정현이가 흥철이 때문에 죽은 게 아닐지도 모른다는 이야기를 듣고 충격에 휩싸인다.
 
문식이는 허름한 여관에서 장기밀매 수술을 받고 피를 흘리며 현주에게 찾아가지만 현주는 문식이의 모습에 두려움을 느낀다. 한편, 태완이는 살인용의자로 찍혀 쫓기고 궁지에 몰리게 되자, 거대한 폭탄을 담은 가방을 들고 학교로 향하는데…

## 등장인물

### 배우
- 함형래 - 문식 역
- 박종환 - 태완 역
- 정준영 - 정현 역

## 감독
- 박성훈 감독

서울예술대학 영화과 졸업

1. 레드 아이(red eye, 2004) 공포 | 2005.02.18 | 97분 | 한국 (조명부)

2. 가문의 위기(Marrying The Mafia II, 2005) 코미디 | 2005.09.07 | 115분 | 한국 (조명부)

3.  죽어도 좋습니까(2007) 드라마, 멜로/애정/로맨스 | 2007.03 | 115분 | 한국 (조명부)

4. 열세살, 수아(2006) 드라마 | 한국 | 94 분 (조감독)

5. 단편 ‘방문’ DV / 20분(2002) (연출)

6. 단편 ‘27번 국도’ DV / 20분(2003) (연출)

7. 단편 ‘새벽3시’ DV / 10분(2004) (연출)

8. 다큐멘터리 ‘가족방문’DV / 50분(2005) (연출)

9. 단편 ‘안식’ 16mm / 15분(2006) (연출)

10. 단편 ‘진심을 너에게’DV / 20분(2007) (연출)

11. 삼거리 무스탕 소년의 최후(2009) 코미디, 액션, SF | 한국 | 성인영화 | 106 분 (조명부)

## 명대사
“제 신장은 얼만가요?” - 문식

(문식에게 가족도, 친구도 지켜줄 수 없는 지긋지긋한 현실을 도피할 수 있는 유일한 방법은 ‘아프리카’이다. 하지만 자신의 신장을 팔아서라도 떠나고 싶은 욕망을 가진 그에게 다가오는 것은 차갑고 냉혈한 현실 뿐. 세상에 좌절한 그는 어떤 선택을 하게 될 것인가?)
“그런 놈은 죽어도 싸.. 내가 복수 할거야”- 태완

(친구 정현의 죽음에 분노를 참지 못하고 복수를 꿈꾸는 태완. 그가 생각한 복수의 방법은 다름 아닌 ‘폭탄’이다. 더러운 세상을 폭발시켜버리고 싶은 그의 분노는, 그러나 뜻 밖의 결과를 초래하게 된다.)
“이 길로 쭉 가면 어디가 나오는지 알아?”- 정현

(세상과 사람에 대한 강한 반항심을 표출하던 정현이 그 모든 힘겨움을 덜어내고자 택하는 방법은 바로 ‘죽음’이다. 자신의 죽음에 대한 이유를 미궁 속으로 빠뜨려 놓은 채 죽고 마는 정현의 선택에 친구들은 혼란 속으로 빠져 드는데..)